# 국제경영대학발전협의회
국제경영대학발전협의회(영어: Association to Advance Collegiate Schools of Business International : AACSB International)는 국제적인 경영 및 회계학 교육기관의 모임이다. 자체적인 기준에 의해 고등교육기관의 경영학과에 대한 평가, 심사 및 인증을 행하며, 이는 경영학 교육기관에 대한 국제적으로 가장 권위 있는 인증으로 인정되고 있다.
본래 1916년 미국의 하버드, 스탠포드, 콜롬비아 대학교 등의 경영학과 학장들의 발의로 미국 내의 경영학 및 회계학 교육기관의 평가와 수준 인증을 목적으로 하는 미주경영대학연맹(American Association of Collegiate Schools of Business)으로서 설립되었다. 원래는 미국 국내의 교육기관을 대상으로 한 기구였으나 2002년 현재의 이름으로 개칭한 이후 미국 외부의 대학을 대상으로도 문호를 넓혔다.

## AACSB 인증
AACSB 인증은 고등교육기관의 경영학 교육의 학사/석사/박사/MBA 전과정에 있어서 그 수준을 보증하는 인증으로서 널리 인식되어 있으며, IACBE, ACBSP 등의 기타 협의체의 인증과 비교해서도 더욱 권위 있는 것으로 평가된다.
2014년 2월 기준으로 세계적으로 694개 학교가 인증을 받고 있다. 미국 내의 대학교에 대해서는 경영학 및 회계학과에 대한 인증을 실시하고 있으나 미국 외의 대학에 대해서는 5개의 특례를 제외하면 경영학과에 대해서만 인증을 실시하고 있다. 미국 외에서 회계학에 대한 인증을 받은 기관은 다음과 같다: 홍콩 대학, 홍콩 과학기술대학교(이상 홍콩), 칭화 대학(중국), 난양 이공 대학(싱가포르). 대한민국에서는 2002년 서울대를 시작으로 2018년에 이르기까지 18개 교육기관이 인증을 획득하였다.

## 한국의 AACSB 인증 대학교
| 차례 | 이름                               | 인증 범위      | 인증 일시   |
| ---- | ---------------------------------- | -------------- | ----------- |
| 1    | 서울대학교 경영대학                | 학부 및 대학원 | 2002년 9월  |
| 2    | 한국과학기술원 테크노경영대학원    | 대학원         | 2003년 5월  |
| 3    | 고려대학교 경영대학                | 학부 및 대학원 | 2005년 6월  |
| 4    | 세종대학교 경영대학                | 학부 및 대학원 | 2007년 4월  |
| 1    | 아주대학교 경영대학                | 학부 및 대학원 | 2008년 1월  |
| 5    | 연세대학교 경영대학                | 학부 및 대학원 | 2008년 12월 |
| 6    | 성균관대학교 경영대학              | 학부 및 대학원 | 2009년 4월  |
| 7    | 서강대학교 경영대학                | 학부 및 대학원 | 2009년 9월  |
| 8    | 한양대학교 경영대학(서울)          | 학부 및 대학원 | 2010년 4월  |
| 9    | 이화여자대학교 경영대학/경영대학원 | 학부 및 대학원 | 2010년 8월  |
| 10   | 경북대학교 경영학부/경영대학원     | 학부 및 대학원 | 2011년 12월 |
| 11   | 동국대학교 경영학부/경영대학원     | 학부 및 대학원 | 2012년 7월  |
| 12   | 전남대학교 경영학부/경영대학원     | 학부 및 대학원 | 2012년 7월  |
| 13   | 인하대학교 경영대학                | 학부 및 대학원 | 2014년 2월  |
| 14   | 솔브릿지 국제경영대학              | 학부 및 대학원 | 2014년 5월  |
| 15   | 건국대학교 경영대학                | 학부 및 대학원 | 2015년 11월 |
| 16   | 중앙대학교 경영경제대학            | 학부 및 대학원 | 2017년 11월 |
| 17   | 한양대학교 ERICA캠퍼스 경상대학    | 학부 및 대학원 | 2018년 8월  |
| 18   | 한국외국어대학교 경영대학          | 학부 및 대학원 | 2018년 11월 |
| 19   | 울산과학기술원 경영대학            | 학부 및 대학원 | 2018년 11월 |